# Rivergrove
Rivergrove est une municipalité américaine principalement située dans le comté de Clackamas en Oregon. Lors du recensement de 2010, sa population est de 289 habitants.
Selon le Bureau du recensement des États-Unis, la municipalité s'étend en 2010 sur une superficie de 0,16 milles carrés (0,41 km2). Une partie de Rivergrove s'étend dans le comté voisin de Washington : 0,02 milles carrés (0,05 km2) et 32 habitants. Elle est bordée par la rivière Tualatin.
Rivergrove devient une municipalité le 11 mars 1971, après vote à 57 voix contre 48 en faveur de son incorporation.